# Rüfət İsmayılov
Rüfət İsmayılov (ur. 16 czerwca 1996) – azerski judoka.
Startował w Pucharze Świata w latach 2014, 2017, 2019 i 2020. Mistrz w drużynie na igrzyskach solidarności islamskiej w 2017 roku.